# 한EU 자유 무역 협정
한EU 자유 무역 협정 줄여서 한EU FTA, 대한민국과 유럽연합 및 그 회원국 간의 자유무역협정은 대한민국과 유럽 연합 및 그 회원국이 맺은 자유무역협정이다.

## 상세
대한민국이 동남아시아 국가 연합과 맺은 자유 무역 협정 이후 2번째로 거대경제권와 맺은 무역협정이다. 또한 유럽연합이 역외 경제권 중 아시아 국가와 최초로 체결한 자유무역협정이다.

## 브렉시트
브렉시트(영국의 유럽 연합 탈퇴)가 되면 영국과 한국 간에 더 이상 무관세로 수출을 할 수가없다. 산업통상자원부는 한EU FTA를 개정하고 한영 FTA를 추진하여, 아시아에 있는 국가 중 영국과의 자유 무역 협정 중 최초로 2019년 8월 22일 한영 자유 무역 협정으로 체결되었다.

## 같이 보기
- 대한민국의 자유 무역 협정
- 대한민국의 대외 관계
- 영국의 대외 관계
- 한영 자유 무역 협정